# David Tennant
David Tennant, ursprungligen David John MacDonald, född 18 april 1971 i Bathgate i West Lothian, är en brittisk (skotsk) skådespelare. Han har bland annat spelat rollen som Campbell i BBC-produktionen Takin' Over the Asylum där han spelade mot Ken Stott. Tennant har även spelat i produktioner som BBC:s Casanova och Blackpool, vilken sänts flera gånger i SVT.
Han spelade rollen som Tionde och Fjortonde Doktorn i den brittiska science fictionserien Doctor Who. Han har även medverkat som Barty Crouch Jr i Harry Potter och den flammande bägaren.

## Filmografi (i urval)
| År                         | Titel                                  | Roll                  | Noteringar                                                |
| -------------------------- | -------------------------------------- | --------------------- | --------------------------------------------------------- |
| 1994                       | Takin' Over the Asylum                 | Campbell Bain         | TV-serie                                                  |
| 2003                       | Bright Young Things                    | Ginger Littlejohn     |                                                           |
| 2004                       | Blackpool                              | DI Carlisle           | TV-serie                                                  |
| 2005                       | Casanova                               | Giacomo Casanova      | TV-serie                                                  |
| 2005                       | The Quatermass Experiment              | Dr. Gordon Briscoe    | TV-film                                                   |
| 2005                       | Harry Potter och den flammande bägaren | Barty Crouch Jr.      |                                                           |
| 2005–2010, 2013, 2022–2023 | Doctor Who                             | Doktorn               | Serie 2-4, 50-årsjubileumsavsnitt, 60-årsjubileumsavsnitt |
| 2007                       | Recovery                               | Alan Hamilton         | TV-serie                                                  |
| 2007                       | Learners                               | Chris                 | TV-film                                                   |
| 2008                       | Einstein and Eddington                 | Sir Arthur Eddington  | TV-film                                                   |
| 2009                       | Glorious 39                            | Hector                |                                                           |
| 2009                       | Hamlet                                 | Prince Hamlet         | TV-film                                                   |
| 2009                       | St. Trinian's II                       | Sir Piers Pomfrey     |                                                           |
| 2009                       | The Sarah Jane Adventures              | Doktorn               | 2 avsnitt                                                 |
| 2011                       | Fright Night                           | Peter Vincent         |                                                           |
| 2013                       | The Escape Artist                      | Will Burton           | TV-serie                                                  |
| 2013                       | Spies Of Warsaw                        | Jean-François Mercier | TV-serie                                                  |
| 2013–2017                  | Broadchurch                            | DI Alec Hardy         | TV-serie                                                  |
| 2015                       | Jessica Jones                          | Kilgrave              | TV-serie                                                  |
| 2017–2021                  | DuckTales                              | Joakim von Anka       | TV-serie (röst)                                           |
| 2019–                      | Good Omens                             | Crowley               | TV-serie                                                  |
| 2020                       | Deadwater Fell                         | Tom Kendrick          | TV-serie                                                  |
| 2021–                      | Around the World in 80 Days            | Phileas Fogg          | TV-serie                                                  |
| 2022                       | Inside Man                             | Harry Watling         | TV-serie                                                  |
| 2022                       | Litvinenko                             | Alexander Litvinenko  | TV-serie                                                  |
| 2023                       | Ahsoka                                 | Huyang                | TV-serie (röst)                                           |
| 2024–                      | Rivals                                 | Lord Tony Babbingham  | TV-serie                                                  |